# Phùng hoàng hậu (Bắc Ngụy Văn Thành Đế)
Văn Minh Phùng Hoàng hậu (chữ Hán: 文明馮皇后, 441 - 17 tháng 10, 490), thường gọi là Văn Minh Thái hậu (文明太后) hoặc Bắc Ngụy Phùng Thái hậu (北魏冯太后), là Hoàng hậu của Bắc Ngụy Văn Thành Đế, đồng thời cũng là một nhà nhiếp chính, một nữ cải cách gia trong lịch sử Trung Quốc.
Với tư cách Hoàng thái hậu, rồi Thái hoàng thái hậu, bà đã lâm triều xưng chế, tiến hành nhiếp chính dưới thời Bắc Ngụy Hiến Văn Đế Thác Bạt Hoằng và Bắc Ngụy Hiếu Văn Đế Thác Bạt Hoành. Bằng quyền lực cao nhất bấy giờ, Phùng Thái hậu đã thúc đẩy mạnh mẽ Hán hóa, tạo nên một tiền đề cho rất nhiều cải cách Hán hóa của Bắc Ngụy về sau. Tuy nhiên, bà cũng bị chỉ trích vì thói dâm đãng, có những hành vi dâm loạn trong hậu cung (tư thông với nhiều nhân tình khi đã là Thái hậu) và việc tàn nhẫn ám sát Hiến Văn Đế, người con nuôi mà bà đã nuôi dưỡng từ nhỏ.

## Thân thế
Văn Minh Hoàng hậu Phùng thị, không rõ tên và ngày sinh, nguyên quán ở huyện Tín Đô, quận Trường Lạc, Trường An; xuất thân trong từ hoàng tộc Trường Lạc Phùng thị (長樂馮氏) của Bắc Yên, một quốc gia tồn tại dưới thời Ngũ Hồ thập lục quốc, thời đại tiền kỳ của Bắc Ngụy. Tổ phụ của bà là Chiêu Thành Đế Phùng Hoằng, Hoàng đế của nhà Bắc Yên.
Phùng Hoằng có người con thứ là Phùng Lãng (馮朗), sau khi Bắc Yên diệt vong đã phục vụ cho Bắc Ngụy, làm quan đến chức Tán kỵ thường thị, Tư mã Đô úy, Thứ sử hai châu Tần Ung, thụ tước Tây Thành quận công (西城郡公); và một người con gái là Phùng Chiêu nghi của Bắc Ngụy Thái Vũ Đế. Phùng Lãng lấy vợ là Vương thị sinh được hai con. Con trai trưởng là Phùng Hi (馮熙), về sau cũng là đại thần giữ nhiều quyền lực, và con gái chính là Văn Minh Hoàng hậu.

## Hoàng thái hậu Bắc Ngụy

### Tấn tôn Thái hậu
Khi Phùng thị còn chưa lên 10 tuổi, nhà họ Phùng xảy ra biến cố. Phùng Lãng bị Bắc Ngụy Thái Vũ Đế giáng tội và giết chết. Phùng thị khi đó còn rất nhỏ đã phải nhập cung. Bà được người cô trong cung là Phùng Chiêu nghi quan tâm dạy dỗ. Năm bà 14 tuổi (454), sau cuộc nội chiến trong triều đình, hoàng tôn Thác Bạt Tuấn được lập làm Hoàng đế, tức Bắc Ngụy Văn Thành Đế. Văn Thành Đế tuyển Phùng thị vào cung làm Quý nhân.
Năm Thái An thứ 2 (456), Văn Thành Đế lập bà làm Hoàng hậu và hoàng tử trưởng Thác Bạt Hoằng, con trai của Lý Quý nhân, làm Hoàng thái tử. Theo quy định ["Tử quý mẫu tử"; 子貴母死] trong hậu cung Bắc Ngụy, Lý Quý nhân bị ép phải tự sát, Phùng Hoàng hậu được giao cho nuôi dưỡng Thác Bạt Hoằng ở trong cung của mình.
Năm Hòa Bình thứ 6 (465), tháng 5, ngày Quý Mão, Văn Thành Đế qua đời ở Thái Hoa điện (太華殿), trong nước đều để tang. Đến 3 ngày sau khi Hoàng đế mất, triều đình đưa nhiều vật dụng của ông khi còn sống rất thích đem đi thiêu đi. Phùng Hoàng hậu cũng vô cùng đau lòng, định nhảy vào đống lửa tự tử theo nhưng tả hữu cứu thoát được. Ngày hôm sau (Giáp Thìn), Thái tử Thác Bạt Hoằng nối ngôi, tức là Bắc Ngụy Hiến Văn Đế. Tấn tôn Phùng Hoàng hậu làm Hoàng thái hậu.

### Lâm triều lần đầu
Khi Hiến Văn Đế vừa lên ngôi, Thái Nguyên vương Ất Phất Hồn (乙弗浑) giết chết nhiều quan lại trong triều đình như Thượng thư Dương Bảo Niên, Dương Bình công Giả Ái Nhân, Nam Dương công Trương Thiên Độ, Thị trung Tư đồ Bình Nguyên vương Lục Lệ Tự, tự phong mình làm Thừa tướng, nắm quyền trong triều, uy hiếp đến Hiến Văn Đế. Phùng Thái hậu trong cung, mật định mưu kế diệt trừ Ất Phất Hồn. Sang tháng 1 năm sau (466), Phùng Thái hậu tiến hành chính biến, bắt giữ Ất Phất Hồn rồi tự mình lâm triều nhiếp chính, bắt đầu lần nhiếp chính thứ nhất của mình.
Phùng Thái hậu đã nhận được sự giúp đỡ của Giả Tú (賈秀), Cao Doãn (高允), và Cao Lư (高閭) trong việc nhiếp chính. Sau đó, bà cũng đưa một người anh là Phùng Hi vào nhóm đưa ra quyết định. Thái hậu ngay sau đó đã được trao cho một cơ hội lớn để mở rộng cương vực Bắc Ngụy vì cũng vào năm này, triều đại kình địch là Lưu Tống ở phía Nam xảy ra một cuộc đấu tranh giành quyền kế vị sau khi Hoàng đế Lưu Tử Nghiệp bị ám sát vào năm 465. Thúc phụ của Lưu Tử Nghiệp là Lưu Úc xưng Đế ở kinh thành Kiến Khang, tức Lưu Tống Minh Đế; còn em trai của Lưu Tử Nghiệp là Tấn An vương Lưu Tử Huân lại xưng Đế vào đầu năm 466 tại Tầm Dương.
Sau khi quân của Lưu Tống Minh Đế đánh bại và giết chết Lưu Tử Huân vào mùa thu năm 466, tướng Lưu Tống Tiết An Đô (薛安都), thứ sử Từ Châu, là người ban đầu đã đứng về phía Lưu Tử Huân, e ngại rằng sẽ bị Minh Đế trừng phạt, và vì vậy quyết định đầu hàng Bắc Ngụy. Ngay sau đó, thứ sử Duyện Châu Tất Chúng Kính (畢眾敬) và thái thú quận Nhữ Nam Thường Trân Kỳ (常珍奇) đã làm theo Tiết An Đô. Phùng thái hậu cử tướng Uất Trì Nguyên (尉遲元) đến để tiếp nhận sự đầu hàng của các hàng tướng Lưu Tống này và để bảo vệ khu vực phía bắc Hoài Hà, Uất Trì Nguyên sau đó đánh bại hai nỗ lực của Minh Đế nhằm tái chiếm các châu quận này. Thái hậu cũng cử tướng Mộ Dung Bạch Diệu (慕容白曜) đi đánh và cố gắng chiếm Thanh Châu và Ký Châu, là hai châu bị tách khỏi phần còn lại của Lưu Tống sau vụ đầu hàng của Tiết An Đô, và đến năm 469, cả hai châu đều rơi vào tay Bắc Ngụy, và tất cả các khu vực ở phía bắc của Hoài Hà nay đã trở thành lãnh thổ Bắc Ngụy.
Năm Thiên An thứ 2 (467), Lý phu nhân trong hậu cung hạ sinh cho Hiến Văn Đế Hoàng tử trưởng Thác Bạt Hoành. Phùng Thái hậu chiếu theo quy định Tử quý mẫu tử trong hậu cung Bắc Ngụy, ép Lý thị tự sát. Bản thân bà đưa Thác Bạt Hoành về cung của mình đích thân nuôi dưỡng. Cùng trong năm đó, Hiến Văn Đế đã 13 tuổi, Phùng Thái hậu trao trả quyền lực cho Hiến Văn Đế và lui về hậu cung.

### Giết chết Thái thượng hoàng
Sau khi về hậu cung, Phùng Thái hậu mới 26 tuổi, không chịu cảnh cô đơn lẻ bóng nên đã tư thông với đại thần trong triều là Lý Dịch (李奕). Hai người ăn ở cùng nhau, chuyện này đã gây xôn xao dư luận, khiến Hiến Văn Đế rất tức giận.
Năm Hoàng Hưng thứ 4 (470), viên quan Lý Hân (李訢), là người bạn thân của Lý Phu (李敷, anh em của Lý Dịch), bị buộc tội tham ô, còn Hiến Văn Đế biết về cáo trạng ngay cả khi Lý Phu cố giữ kín các tấu chương. Ông biết về mối quan hệ giữa mẹ kế của mình với Lý Dịch, mặc dù phản đối song ông cũng không có hành động nào để chống lại. Ông phán Lý Hân tội chết, song sau đó lại nói với Lý Hân rằng nếu ông ta có thể khai các tội mà Lý Phu và Lý Dịch đã phạm phải, ông ta sẽ được tha. Sau do dự ban đầu, Lý Hân đã khai, và một người khác tên là Phạm Phiêu (范標) cũng làm như vậy. Hiến Văn Đế sau đó đã xử tử Lý Phu và Lý Dịch. Từ sau sự kiện này, Phùng Thái hậu trở nên bực bội với Hiến Văn Đế.. Sang năm sau (471), Hiến Văn Đế thoái vị, nhường ngôi cho thái tử Thác Bạt Hoành (Bắc Ngụy Hiếu Văn Đế), còn Hiến Văn Đế trở thành Thái thượng hoàng đế khi ông mới 17 tuổi.
Năm Thừa Minh nguyên niên (476), tháng 6, ngày Tân Mùi, do vẫn còn mâu thuẫn với Thái thượng hoàng, Phùng Thái hậu đã sát hại ông. Hầu hết các sử gia, bao gồm cả Tư Mã Quang, cho rằng bà đã đầu độc Hiến Văn Đế, song một phiên bản khác lại chỉ ra rằng Phùng Thái hậu hạ lệnh sát thủ, khi Hiến Văn Đế đến cung để thỉnh an bà, bà đã sai thích khách bắt và làm ông ngạt thở. Năm đó, Thượng hoàng mới 23 tuổi.

## Trở lại nhiếp chính
Sau cái chết của Thượng hoàng, vào ngày Mậu Dần, Phùng Thái hậu được tôn làm Thái hoàng thái hậu và trở lại lâm triều xưng chế, nắm quyền nhiếp chính cho Hiếu Văn Đế mới được 9 tuổi, bắt đầu lần nhiếp chính thứ hai của mình. Lần này bà nắm giữ quyền nhiếp chính 14 năm đến tận khi qua đời. Sang năm sau, Thái hoàng thái hậu hạ lệnh đổi niên hiệu mới, là năm Thái Hòa nguyên niên. Chiếu viết:
| “                                          | 朕夙承寶業，懼不堪荷，而天貺具臻，地瑞並應，風和氣晼，天人交協。豈朕沖昧所能致哉？實賴神祇七廟降福之助。今三正告初，祗感交切，宜因陽始，恊典革元，其改今號為太和元年。 Trẫm túc thừa bảo nghiệp, cụ bất kham hà, nhi thiên huống cụ trăn, địa thụy tịnh ứng, phong hòa khí uyển, thiên nhân giao hiệp. Khởi Trẫm trùng muội sở năng trí tai? Thật lại thần chỉ Thất miếu hàng phúc chi trợ. Kim tam chính cáo sơ, chi cảm giao thiết, nghi nhân dương thủy, hiệp điển cách nguyên, kỳ cải kim hào vi Thái Hòa nguyên niên. | ” |
| — Chiếu cải nguyên Thái Hòa triều Bắc Ngụy | |   |

Sau khi Phùng Thái hoàng quay trở lại nhiếp chính, bà đã trở nên độc đoán hơn trước, song lại anh minh trong giải quyết vấn đề và có cách sống thanh đạm. Bà là người có học thức cao, cũng giỏi về toán học. Phùng Thái hoàng cũng đẩy nhanh chính sách Hán hóa, trong đó bao gồm cả vấn đề phân tầng xã hội. Trong một chiếu chỉ vào năm 478, Phùng Thái hoàng có quy định người dân hãy kết hôn theo tầng lớp xã hội, tức môn đăng hộ đối.
Năm Thái Hòa thứ 3 (479), ở phương nam, sau khi Tiêu Đạo Thành lật đổ Lưu Tống và lập ra triều Nam Tề, Bắc Ngụy ủy thác cho Đan Dương vương Lưu Xưởng (劉昶) đi đánh Nam Tề (Lưu Xưởng là một thân vương của Lưu Tống song chạy trốn đến Bắc Ngụy vào năm 465, Bắc Ngụy hứa hẹn sẽ ủng hộ Lưu Xưởng tái lập Lưu Tống). Tuy nhiên, Lưu Xưởng không hoàn thành nhiệm vụ, không thu được nhiều vùng đất ở vùng biên giới để có thể làm bàn đạp tái lập Lưu Tống. Năm thứ 5 (481), chiến dịch kết thúc. Sử sách đánh giá rất cao về Phùng Thái hậu, cho rằng bà là người thông minh, có học thức có tính quyết đoán và tôn sùng đạo Phật. Trong năm 481, hòa thượng Pháp Tú (法秀) mưu nổi dậy tại Bình Thành, song bị phát giác rồi bị bắt giết. Một số quan lại chủ trương xử tử tất cả các sư tăng Phật giáo, song Phùng thái hoàng thái hậu từ chối. Sau đó, một bộ luật mới mà Thái hoàng thái hậu ủy thác cho Cao Lư (高閭) viết đã hoàn thành, bộ luật có 832 mục, 16 mục quy định về hình phạt tru di gia tộc, 235 mục quy định về hình phạt xử tử cá nhân, và 377 mục quy định về các hình thức trừng phạt khác.
Cũng trong năm 481, Thái hoàng Thái hậu cùng Hiếu Văn Đế đến kinh lý vùng Phương Sơn, thấy vùng đất này là nơi tốt để sau này chôn cất mình, nên bà bảo quần thần sau khi bà mất không cần hợp táng bà với Văn Thành Đế mà nên chôn mình ở Phương Sơn. Hiếu Văn Đế nghe lời, bèn sai Hữu ti chuẩn bị xây Thọ Lăng cho bà ở vùng Phương Sơn. Công trình bắt đầu xây dựng vào năm thứ 6 (482) và hoàn thành năm thứ 9 (485) niên hiệu Thái Hòa. Trên núi còn cho lập bia đá xưng tụng công lao của Thái hoàng thái hậu. Ngoài ra, Phùng Thái hoàng còn có lần hạ lệnh tu sửa miếu của Văn Tuyên vương ở Trường An và lập điện thờ Phật tại Long Thành. Cũng trong năm 485, sau khi Hiếu Văn Đế phong vương cho các hoàng đệ, Thái hoàng thái hậu lập học đường để giảng dạy cho các Thân vương này.

### Dâm loạn trong hậu cung
Phùng Thái hoàng thái hậu (lúc này 36 tuổi) vẫn tiếp tục những hành vi dâm loạn trong hậu cung. Sau khi trở lại nhiếp chính, bà lại tiếp tục tư thông với nhiều người khác và thăng chức quan rất cao cho họ. Quan Thái bốc lệnh Vương Duệ (王叡, 434 - 481) và Bí thư lệnh Lý Lý Xung (李沖, 450 - 498) là 2 người được sủng ái nhất. Duệ được phong làm Thị trung, Thượng thư bộ lại, tước Thái Nguyên công, ban khoán sắt miễn tội chết; còn Xung cũng được làm chức quan to. Hai người này cũng được Phùng thái hậu ban thưởng rất nhiều vàng bạc. Tuy hai người này có tài năng, nhưng chức quan vẫn quá cao so với tài năng và những đóng góp của họ cho quốc gia, nên nhiều người phản đối. Bà không hài lòng và cho giết chết hết những người phản đối. Để lấy lại danh tiếng, Phùng Thái hoàng cũng trọng dụng một số đại thần không phải là người tình của mình. Ví dụ như sau khi lâm triều xưng chế không lâu, Thái hoàng thái hậu liền mệnh Nhữ Âm vương Thác Bạt Thiên Tứ (拓跋天賜) làm Chinh Tây đại tướng quân, nghi đồng Tam ty. Đông Dương vương Thác Bạt Phi (拓跋丕) làm Chính vương, Thái úy An Lạc vương Thác Bạt Trường Lạc (拓跋長樂) thụ Thứ sử Định Châu.
Thậm chí còn có nghi vấn rằng bà đã sinh ra một đứa con gái ngoài giá thú với nhân tình là Vương Duệ. Khi Vương Duệ gả con gái, đích thân Phùng thái hoàng thái hậu chủ trì hôn lễ, nghi thức và hộ tống tân nương giống như đối với công chúa, thời đó nhiều người còn tưởng là "Thái hậu gả con gái". Do nghi thức ban tặng quá long trọng, người dân thời đó bàn tán, nghi ngờ rằng con gái của Vương Duệ rất có thể là con gái ngoài giá thú của Phùng Thái hậu với Vương Duệ.
Ngoài Vương Duệ và Lý Xung, có những nghi vấn là Phùng Thái hậu còn có thêm nhiều nhân tính khác như Vương Cư, Trương Hỗ, Kỉ Nghi, Vương Ngộ, Phù Thừa Tổ, Vương Chất. Trương Hỗ được phong tới chức Thượng thư tả bộc xạ, tước Tân Bình Vương, Vương Cư được phong làm Chinh Nam tướng quân, Cao Bình Vương; Kỷ Nghi làm Thị trung, Thượng thư bộ lại, thứ sử và được ban tiền bạc và khoán sắt để được miễn chết.
Do lo ngại rằng mình sẽ bị chỉ trích vì hành vi dâm loạn vô đạo (có nhiều người tình dù đã là Thái hậu), Phùng Thái hoàng trừng phạt nghiêm những người mà bà nhận thấy đang chỉ trích hoặc có hành vi nhạo báng tư cách đạo đức của bà, bao gồm cả việc xử tử. Một trong các nạn nhân là Lý Hân (李訢) - là một trong những người đã khiến người tình Lý Dịch của bà bị xử tử dạo trước. Lo ngại rằng gia tộc của mẹ Hiếu Văn Đế sẽ cố đoạt lấy quyền lực, Phùng Thái hoàng vu cáo ngoại tổ phụ của Hiếu Vũ Đế là Nam Quận vương Lý Huệ (李惠) phạm tội phản nghịch vào năm 478 và thảm sát ông cùng với gia tộc. Tổng cộng trong hai vụ án đó, có hơn cả 100 người đã bị giết.
Phùng Thái hậu dâm loạn tới mức vì mê nam sắc mà bỏ qua danh dự đất nước và triều đình, đã tư thông với Lưu Diên, sứ thần của triều Nam Tề. Lưu Diên cao ráo đẹp trai, lại có tính cách lôi cuốn, Phùng Thái hậu vừa gặp đã yêu thích nên đã cho bày tiệc chiêu đãi trong cung và sau đó tư thông, coi Lưu Diên như một sủng nam yêu thích.

## Mối quan hệ với Hiếu Văn Đế
Phùng Thái hoàng thái hậu còn được coi là có tính tiết kiệm, không xa hoa và thường không dùng những trang sức quý giá để tránh lãng phí. Sách Ngụy thư chép lại việc có lần Thái hoàng thấy không khỏe trong người, có người đến coi bệnh cho bà rồi bất thần rút dao ra định sát hại. Hiếu Văn Đế biết chuyện, định trừng phạt, nhưng Phùng Thái hoàng chỉ cười và cho qua.
Hiếu Văn Đế đối với Phùng Thái hoàng nhìn chung thường tỏ ra rất tôn kính, nên việc triều chính ít tham gia, để cho Thái hoàng thái hậu một mình quyết định. Nhân đó, Thái hoàng có ý coi thường Hoàng đế, mỗi lần đưa ra quyết định gì cũng không cần xem thái độ của ông. Thời gian trôi qua, Hiếu Văn Đế trưởng thành hơn, ông từng bước nắm giữ được nhiều quyền lực hơn. Một khoảng thời gian nào đó trong quá trình chuyển giao này, Phùng Thái hoàng đã trở nên lo sợ về khả năng của ông và do đó đã giam giữ Hiếu Văn Đế và tính đến việc phế truất ông rồi đưa hoàng đệ là Thác Bạt Hi (拓拔禧) lên thay, song sau khi được các thân cận thuyết phục, Thái hoàng thái hậu không thực hiện việc này. Mặc dù Phùng Thái hoàng chưa từng chính thức trao trả lại quyền lực cho ông, song đến khoảng năm Thái Hòa thứ 7 (483) thì ông đã hoàn toàn thật sự kiểm soát triều chính, dù Thái hoàng thái hậu vẫn tiếp tục giữ lại quyền lực đáng kể. Cũng trong năm đó, Lâm Quý nhân hạ sinh người con trai trưởng cho Hiếu Văn Đế là hoàng tử Thác Bạt Tuân, Thái hoàng thái hậu ép quý nhân phải tự sát theo đúng quy chế "Tử quý mẫu tử" trong triều đình Bắc Ngụy, mặc dù Hiếu Văn Đế lại không nỡ thực hiện việc này. Bản thân Phùng Thái hoàng đích thân nuôi dưỡng Thác Bạt Tuân. Để củng cố mối quan hệ của Hiếu Văn Đế với nhà họ Phùng, Phùng Thái hoàng đưa hai người cháu gái của mình, tức con gái của anh trai bà Phùng Hi, vào cung làm phi. Một người là Hoàng hậu sau bị phế truất, người còn lại cũng trở thành Hoàng hậu kế tiếp, tức U Hoàng hậu.
Năm Thái Hòa thứ 10 (486), có lẽ là một dấu hiệu của quá trình Hán hóa và để biểu dương quyền lực, Hiếu Văn Đế bắt đầu mặc Hán phục dành cho hoàng đế, bao gồm một long bào. Phùng Thái hoàng thường cùng Hiếu Văn Đế đến Thường Trì cung, mở tiệc thết đãi cho sứ giả các nước. Hiếu Văn Đế suất quần thần đến chúc thọ bà, Thái hoàng đứng lên hát một bài, vua và các quan cùng hát theo, tổng cộng 90 cùng hòa ca.
Việc chia sẻ quyền lực giữa Thái hoàng thái hậu và Hoàng đế có thể thấy được trong một sự cố vào năm 489, tức niên Thái Hòa thứ 13. Khi đó, các hoàng đệ của Văn Thành Đế là Nhữ Âm Linh vương Thác Bạt Thiên Tứ (拓拔天賜) và Nam An Huệ vương Thác Bạt Trinh (拓拔楨) bị cáo buộc phạm tội tham nhũng, một tội sẽ bị xử tử. Phùng Thái hoàng và Hiếu Văn Đế cùng triệu tập một hội nghị để thảo luận về sự trừng phạt dành cho họ. Thái hoàng mở đầu với câu hỏi dành cho các đại thần:"Các ngươi có cho rằng chúng ta nên chú ý đến các mối quan hệ gia đình và phá tan luật pháp, hay bỏ các qua mối quan hệ gia đình và làm theo luật pháp?". Các đại thần phần lớn đều xin tha mạng cho hai vị Thân vương. Sau khi Phùng Thái hoàng im lặng, Hiếu Văn Đế nói rằng:"Những gì hai vị thân vương phạm phải là không thể tha thứ, song Thái hoàng thái hậu xét theo tình huynh đệ của Cao Tông (tức Văn Thành Đế). Hơn nữa, Nam An vương là người con hiếu thảo với mẫu thân của mình. Do đó, hai người sẽ được tha tội chết, song họ sẽ bị tước bỏ quan tước, bị giáng xuống làm thường dân".
Năm Thái Hòa thứ 14 (490), tháng 9, ngày Quý Sửu, Thái hoàng thái hậu Phùng thị qua đời ở Thái Hòa điện, hưởng thọ 49 tuổi, thụy hiệu là Văn Minh Hoàng hậu (文明皇后), thường thêm hai chữ ["Văn Thành"] vào, nên có gọi là Văn Thành Văn Minh Hoàng hậu. Tháng 11 cùng năm, ngày Quý Dậu, bà được an táng ở Vĩnh Cố lăng (永固陵). Hiếu Văn Đế nghe tin vô cùng thương tiếc, tự mình nhịn ăn 5 ngày và giành ba năm để tang bà, bất chấp thỉnh cầu của các đại thần rằng ông nên rút ngắn thời gian để tang để phù hợp với các quy tắc mà Hán Văn Đế đặt ra khi xưa.

## Trong phim ảnh
| Năm  | Tên phim                                 | Diễn viên               |
| 2006 | 《Bắc Ngụy Phùng Thái hậu》 (北魏冯太后) | Ngô Thanh Liên (吴倩莲) |
| 2010 | 《Hồ gia Hán nguyệt》 (胡笳汉月)         | Ninh Tịnh (宁静)        |
| 2016 | 《Cẩm Tú Vị Ương》 (锦绣未央)            | Đường Yên (唐嫣)        |
| 2018 | 《Phượng tù hoàng》 (鳳囚凰)             | Ngô Cẩn Ngôn (吳謹言)   |